# Tiger Cup 2004
La Tiger Cup 2004 fu la quinta edizione del Campionato dell'ASEAN di calcio. Fu ospitata dal Vietnam e dalla Malaysia dal 7 dicembre 2004 al 16 gennaio 2005 e fu disputata dalle nazionali del Sud-Est asiatico. Le semifinali e la finale si svolsero con partite in casa ed in trasferta.

## Partecipanti
Alla Tiger Cup 2004 parteciparono tutte le nazionali affiliate alla ASEAN Football Federation eccetto il Brunei.
- Cambogia
- Indonesia
- Laos
- Malaysia
- Birmania
- Filippine
- Singapore
- Thailandia
- Timor Est
- Vietnam

## Primo turno

### Gruppo A
| Data             | Luogo            | Squadra 1 | Risultato | Squadra 2 |
| ---------------- | ---------------- | --------- | --------- | --------- |
| 7 dicembre 2004  | Ho Chi Minh City | Laos      | 0 - 6     | Indonesia |
| 7 dicembre 2004  | Ho Chi Minh City | Vietnam   | 1 - 1     | Singapore |
| 9 dicembre 2004  | Ho Chi Minh City | Vietnam   | 9 - 1     | Cambogia  |
| 9 dicembre 2004  | Ho Chi Minh City | Indonesia | 0 - 0     | Singapore |
| 11 dicembre 2004 | Hanoi            | Laos      | 2 - 1     | Cambogia  |
| 11 dicembre 2004 | Hanoi            | Vietnam   | 0 - 3     | Indonesia |
| 13 dicembre 2004 | Hanoi            | Singapore | 6 - 2     | Laos      |
| 13 dicembre 2004 | Hanoi            | Indonesia | 8 - 0     | Cambogia  |
| 15 dicembre 2004 | Hanoi            | Vietnam   | 3 - 0     | Laos      |
| 15 dicembre 2004 | Haiphong         | Cambogia  | 0 - 3     | Singapore |

| squadra   | P.ti | G | V | N | P | GF | GS | DR  |
| --------- | ---- | - | - | - | - | -- | -- | --- |
| Indonesia | 10   | 4 | 3 | 1 | 0 | 17 | 0  | +17 |
| Singapore | 8    | 4 | 2 | 2 | 0 | 10 | 3  | +7  |
| Vietnam   | 7    | 4 | 2 | 1 | 1 | 13 | 5  | +8  |
| Laos      | 3    | 4 | 1 | 0 | 3 | 4  | 16 | -12 |
| Cambogia  | 0    | 4 | 0 | 0 | 4 | 2  | 22 | -20 |

### Gruppo B
| Data             | Luogo        | Squadra 1  | Risultato | Squadra 2  |
| ---------------- | ------------ | ---------- | --------- | ---------- |
| 8 dicembre 2004  | Kuala Lumpur | Filippine  | 0 - 1     | Birmania   |
| 8 dicembre 2004  | Kuala Lumpur | Malaysia   | 5 - 0     | Timor Est  |
| 10 dicembre 2004 | Kuala Lumpur | Thailandia | 1 - 1     | Birmania   |
| 10 dicembre 2004 | Kuala Lumpur | Malaysia   | 4 - 1     | Filippine  |
| 12 dicembre 2004 | Kuala Lumpur | Timor Est  | 0 - 8     | Thailandia |
| 12 dicembre 2004 | Kuala Lumpur | Malaysia   | 0 - 1     | Birmania   |
| 14 dicembre 2004 | Kuala Lumpur | Filippine  | 2 - 1     | Timor Est  |
| 14 dicembre 2004 | Kuala Lumpur | Malaysia   | 2 - 1     | Thailandia |
| 16 dicembre 2004 | Kuala Lumpur | Birmania   | 3 - 1     | Timor Est  |
| 16 dicembre 2004 | Kuala Lumpur | Thailandia | 3 - 1     | Filippine  |

| squadra    | P.ti | G | V | N | P | GF | GS | DR  |
| ---------- | ---- | - | - | - | - | -- | -- | --- |
| Birmania   | 10   | 4 | 3 | 1 | 0 | 6  | 2  | +4  |
| Malaysia   | 9    | 4 | 3 | 0 | 1 | 11 | 3  | +8  |
| Thailandia | 7    | 4 | 2 | 1 | 1 | 13 | 4  | +9  |
| Filippine  | 3    | 4 | 1 | 0 | 3 | 4  | 9  | -5  |
| Timor Est  | 0    | 4 | 0 | 0 | 4 | 2  | 18 | -16 |

## Scontri a eliminazione diretta

### Semifinali

#### Andata
| Arbitro: | Ravshan Irmatov |

|                           |           |                       |
| Kurniawan Dwi Yulianto 6’ | Marcatori | 28’ 47’ Liew Kit Kong |

| Arbitro: | Rungklay Mongkol |

|                                  |           |                                                                       |
| Soe Myat Min 34’ 90’ Min Thu 36’ | Marcatori | 20’ Daniel Bennett 38’ Agu Casmir 63’ Noh Alam Shah 81’ Shahril Ishak |

#### Ritorno
| Arbitro: | Tōru Kamikawa |

|                                           |           |                                    |
| Noh Alam Shah 74’ 94’ 96’ Agu Casmir 108’ | Marcatori | 15’ Soe Myat Min 50’ Aung Kyaw Moe |

| Arbitro: | Kunsuta Chaiwat |

|                           |           |                                                                                       |
| Muhamad Khalid Jamlus 26’ | Marcatori | 59’ Kurniawan Dwi Yulianto 74’ Charis Yulianto 77’ Ilham Jaya Kesuma 84’ Boaz Solossa |

### Finale per il 3º posto
| Arbitro: | Vo Minh Tri |

|                                                  |           |                  |
| Muhamad Khalid Jamlus 15’ Mohamad Nor Ismail 56’ | Marcatori | 52’ Soe Myat Min |

### Finale

#### Andata
| Arbitro: | Kwong Jong Chul |

|                        |           |                                                   |
| Mahyadi Panggabean 90’ | Marcatori | 3’ Daniel Bennett 39’ Khairul Amri 69’ Agu Casmir |

#### Ritorno
| Arbitro: | Khalil Al Ghamdi |

|                                            |           |                |
| Indra Sahdan Daud 6’ Agu Casmir 41’ (rig.) | Marcatori | 77’ Elie Aiboy |

## Classifica marcatori
7 gol
- Ilham Jaya Kesuma

6 gol
- Muhamad Khalid Jamlus
- Soe Myat Min
- Agu Casmir

5 gol
- Kurniawan Dwi Yulianto

4 gol
- Boaz Solossa
- Elie Aiboy
- Liew Kit Kong
- Noh Alam Shah
- Indra Sahdan Daud
- Sarayoot Chaikamdee
- Thạch Bảo Khanh
- Lê Công Vinh

3 gol
- Chalana Luang-Amath
- Emelio Caligdong

2 gol
- Mohd Amri Yahyah
- San Day Thien
- Daniel Bennett
- Khairul Amri
- Therdsak Chaiman
- Suriya Domtaisong
- Dang Van Thanh

1 gol
- Hing Darith
- Hang Sokunthea
- Charis Yulianto
- Mahyadi Panggabean
- Muhammad Mauli Lessy
- Ortizan Solossa
- Visay Phaphouvanin
- Mohd Fadzli Saari
- Mohamad Nor Ismail
- Muhamad Kaironnisam Sahabudin Hussain
- Muhammad Shukor Adan
- Aung Kyaw Moe
- Min Thu
- Zaw Lynn Tun
- Myo Hlaing Win
- Chad Gould
- Baihakki Khaizan
- Itimi Dickson
- Hasrin Jailani
- Sharil Ishak
- Weerayut Jitkuntod
- Yuttajak Konjan
- Ittipol Poolsap
- Sarif Sainui
- Banluesak Yodyingyong
- Januário do Rego
- Simon Diamantino
- Nguyễn Huy Hoàng
- Nguyễn Minh Phương

Autogol
- Sun Sampratna (Per il Vietnam)
- Sengphet Thongphachan (Per Singapore)